# Edmund Schneeweis
Edmund Schneeweis (* 31. Juli 1886 in Rostitz (Rozstání) bei Mährisch-Trübau (Moravská Třebová); † 6. September 1964 in Berlin) war Professor für Slawistik an den Universitäten Prag, Rostock, Berlin und Belgrad.

## Leben
Edmund Schneeweis war Sohn eines Bauern. Nach dem 1905 in Mährisch-Trübau bestanden Abitur absolvierte er von 1905 bis 1910 ein Studium der Slawistik und Volkskunde an der Karl-Ferdinands-Universität in Prag. Er promovierte 1910 zum Doktor der Philosophie und war danach Studienassessor in Brünn.  Anschließend folgte eine Berufstätigkeit als Gymnasial-Professor in Zwittau und ab 1913 in Aussig. Schneewies nahm von 1915 bis 1918 am Ersten Weltkrieg als Dolmetscher teil und wurde 1917 zum Fähnrich befördert. Nach Kriegsende kehrte Schneeweis wieder nach Aussig zurück. Von 1920 bis 1922 war er Studienrat in Karlsbad/Westböhmen.
Ab 1922 war Schneeweis Lektor für Germanistik an der Universität Belgrad, wo er ab 1926 als Dozent für Slawische Volks- und Altertumskunde tätig war. Seine Habilitation für Slawistik an der Karl-Ferdinands-Universität in Prag, wo er ab 1927 als Dozent für Slawistik und 1933 außerordentlicher sowie 1940 als ordentlicher Professor für slawische Volks- und Altertumskunde tätig war und Direktor des slawischen Institutes wurde. Gemeinsam mit Josef Hanika führte er dort ab August 1942 das Institut für Volkskunde Böhmens der Reinhard-Heydrich-Stiftung.
Schneeweis trat 1938 der SdP bei. Später trat er als Blockleiter der
NSDAP bei und war Mitglied des NS-Dozentenbundes und des NS-Kyffhäuserbundes.
Nach Kriegsende musste Schneeweis Prag verlassen und war danach als Dolmetscher und Studienrat in Glauchau tätig. Im Jahre 1946 wurde er Professor der slawischen Philologie an der Universität Rostock und war danach ab 1950 an der Humboldt-Universität zu Berlin tätig. Er wurde 1955 emeritiert, lehrte jedoch bis 1962 in Berlin weiter. Daneben übersetzte er Werke der jugoslawischen Literatur für den Aufbau-Verlag (Sijarićs „Frauen des Hadschi“ 1957, Andrićs „Fräulein“ 1958).
Er wurde inaktives Mitglied der SED. Er war Verfasser wissenschaftlicher Studien und Abhandlungen, war 1929 korrespondierendes Mitglied der deutschen Gesellschaft für Wissenschaften und Künste in Prag, der Polnischen Akademie der Wissenschaften in Krakau, der Gelehrten Gesellschaft in Skopje und des Vereins für Volkskunde in Wien. Schneeweis war Mitarbeiter der Zeitschrift Slawische Rundschau, ab 1930 deren Generalsekretär.

## Werke
- Lautlehre der Lehnwörter in Tschechisch, 1912.
- Zum Stand der ethnographischen Museen in Belgrad und Sofia, 1912
- Feste und Volksbräuche der Lausitzer Wenden, 1931.
- Grundriß des Volksglaubens und Volksbrauchs in Serbokroatien, 1936.
- Slawische Märchen aus der Tschechoslowakei,  1937.
- Die deutschen Lehnwörter im Serbokroatien in kulturgeschichtlicher Sicht,  1960.
- Serbokroatische Volkskunde,  1961, u. a.  Verzeichnis Zeitschrift für Slawistik 3, 1956.